# Ghercești
Ghercești est une commune roumaine située dans le județ de Dolj.